# Jordan vs. Bird: One-on-One
Jordan vs. Bird: One-on-One (parfois Jordan vs. Bird: Super One on One) est un jeu vidéo de basket-ball sorti en 1988 et fonctionne sur Mega Drive, Commodore 64, DOS, Nintendo Entertainment System et Game Boy. Le jeu a été développé et édité par Electronic Arts.
Il tient son nom de joueurs Michael Jordan et Larry Bird.